# Królewska Malezyjska Marynarka Wojenna
Królewska Malezyjska Marynarka Wojenna (malajski Tentera Laut DiRaja Malaysia) – siły morskie Malezji, jeden z trzech rodzajów sił zbrojnych.
Marynarka wywodzi się z Royal Navy Malay Section powołanej w 1934  w Singapurze przez Brytyjczyków, która brała udział w walkach z Japończykami w czasie II WŚ. Brytyjski rząd kolonialny utworzył ją oficjalnie w 1949 jako Malayan Naval Force do przeciwdziałania komunistom na terenie Federacji Malajów. W 1952 roku nazwę zmieniono na tradycyjną dla Wspólnoty Brytyjskiej Royal Malayan Navy, obecną nazwę przyjęto w 1962 roku. W marynarce wojennej działa jednostka sił specjalnych PASKAL (PASukan Khas Laut). W 2009 Malezja przyjęła do służby dwa francuskie okręty podwodne typu Scorpène, pierwsze jednostki podwodne w historii tego kraju. Od 2008 roku okręty TLDM brały udział w operacji antypirackiej w zatoce Adeńskiej. W 2011 roku Malezja zawarła z DCNS ujawniony w 2014 roku kontrakt na sześć fregat projektu Gowind za 2,8 mld USD. Okręty o wyporności 3000 ton i długości 111 metrów zostaną uzbrojone w armatę 57 mm, pociski VL-MICA, NSM i torpedy.

## Okręty
| Typ                          | Okręty                                                            | Zdjęcie | Wejście do służby | Wyporność (t) | Długość (m) |
| Fregaty (4)                  |                                                                   |         |                   |               |             |
| ---------------------------- | ----------------------------------------------------------------- | ------- | ----------------- | ------------- | ----------- |
| typu Lekiu                   | KD Lekiu KD Jebats                                                |         | 1999              | 2270          | 106         |
| typu Kasturi                 | KD Kasturi KD Lekir                                               |         | 1984              | 1900          | 93,3        |
| Korwety (4)                  |                                                                   |         |                   |               |             |
| typu Laksamana               | KD Hang Nadim KD Tun Abdul Jamil KD Muhammad Amin KD Tun Pusmah   |         | 1997 1999         | 675           | 63,3        |
| Okręty podwodne (2)          |                                                                   |         |                   |               |             |
| typu Scorpène                | KD Tunku Abdul Rahman KD Tun Abdul Razak                          |         | 2009 2006         | 1738          | 66,4        |
| Niszczyciele min (4)         |                                                                   |         |                   |               |             |
| typu Mahamiru                | KD Mahamiru KD Jerai KD Ledang KD Kinabalu                        |         | 1985 1986         | 620           | 50          |
| Patrolowce (12)              |                                                                   |         |                   |               |             |
| typu Kedah (MEKO 100 RMN)    | KD Kedah KD Pahang KD Perak KD Terengganu KD Kelantan KD Selangor |         | 2006 2009 2010    | 1850          | 91,1        |
| typu Jerong                  | KD Jerong KD Todak KD Paus KD Yu KD Baung KD Pari                 |         | 1976 1977         | 255           | 44,9        |
| Szybkie łodzie rakietowe (8) |                                                                   |         |                   |               |             |
| typu Combattante II          | KD Perdana KD Serang KD Ganas KD Ganyang                          |         | 1972 1971 1973    | 265           | 47          |
| typu Handalan (Spica-M)      | KD Handalan KD Perkasa KD Pendekar KD Gempita                     |         | 1979              | 240           | 43,6        |
| Okręty wsparcia (2)          |                                                                   |         |                   |               |             |
| typu Sri Indera Sakti        | KD Sri Indera Sakti KD Mahawangsa                                 |         | 1983              | 4300          | 100         |
| Okręty hydrograficzne (2)    |                                                                   |         |                   |               |             |
| Malezja                      | KD Perantau                                                       |         | 1998              | 1800          | 67,8        |
| oceanograf                   | KD Mutiara                                                        |         | 1978              | 1905          | 70          |
| Okręty szkolne (2)           |                                                                   |         |                   |               |             |
| Fregata typu Mermaid         | KD Hang Tuah                                                      |         | 1977              | 2337          | 103,5       |
| żaglowiec                    | KD Tunas Samudera                                                 |         | 1989              | 239           | 35          |

## Lotnictwo
| Model                      | Typ                              | Ilość | Uwagi              |
| -------------------------- | -------------------------------- | ----- | ------------------ |
| Eurocopter AS 555SN Fennec | śmigłowiec zwiadowczy/treningowy | 6     | Dostawy 2003-2004. |
| Westland Super Lynx Mk.300 | śmigłowiec ZOP                   | 6     | Dostawy 2003-2004. |